# Corrida de São Silvestre de 1941
A Corrida de São Silvestre de 1941 foi a 17ª edição da prova de rua, realizada no dia 31 de dezembro de 1941, no centro da cidade de São Paulo, a largada aconteceu as 23h30m, a prova foi de organização da Cásper Líbero.
O vencedor foi José Tibúrcio dos Santos, da Faculdade Brasileira do Comércio com o tempo de 22m12s.

## Percurso
Da Avenida Paulista, esquina da Av. Angélica – Monumento do Olavo Bilac até o Clube de Regatas Tietê, com 7.000 metros.
- Participantes: 1.289 atletas
- Chegada: 414 atletas atravessaram a linha de chegada 10 minutos após a passagem do campeão.[3]

## Resultados

#### Masculino
- 1º José Tibúrcio dos Santos (Brasil) - 22m12s